# TMPRSS2
TMPRSS2 (англ. Transmembrane protease, serine 2) – білок, який кодується однойменним геном, розташованим у людей на короткому плечі 21-ї хромосоми. Довжина поліпептидного ланцюга білка становить 492 амінокислот, а молекулярна маса — 53 859.
| 10         |  | 20         |  | 30         |  | 40         |  | 50         |
| ---------- |  | ---------- |  | ---------- |  | ---------- |  | ---------- |
| MALNSGSPPA |  | IGPYYENHGY |  | QPENPYPAQP |  | TVVPTVYEVH |  | PAQYYPSPVP |
| QYAPRVLTQA |  | SNPVVCTQPK |  | SPSGTVCTSK |  | TKKALCITLT |  | LGTFLVGAAL |
| AAGLLWKFMG |  | SKCSNSGIEC |  | DSSGTCINPS |  | NWCDGVSHCP |  | GGEDENRCVR |
| LYGPNFILQV |  | YSSQRKSWHP |  | VCQDDWNENY |  | GRAACRDMGY |  | KNNFYSSQGI |
| VDDSGSTSFM |  | KLNTSAGNVD |  | IYKKLYHSDA |  | CSSKAVVSLR |  | CIACGVNLNS |
| SRQSRIVGGE |  | SALPGAWPWQ |  | VSLHVQNVHV |  | CGGSIITPEW |  | IVTAAHCVEK |
| PLNNPWHWTA |  | FAGILRQSFM |  | FYGAGYQVEK |  | VISHPNYDSK |  | TKNNDIALMK |
| LQKPLTFNDL |  | VKPVCLPNPG |  | MMLQPEQLCW |  | ISGWGATEEK |  | GKTSEVLNAA |
| KVLLIETQRC |  | NSRYVYDNLI |  | TPAMICAGFL |  | QGNVDSCQGD |  | SGGPLVTSKN |
| NIWWLIGDTS |  | WGSGCAKAYR |  | PGVYGNVMVF |  | TDWIYRQMRA |  | DG         |

A: Аланін

C: Цистеїн

D: Аспарагінова кислота

E: Глутамінова кислота

F: Фенілаланін

G: Гліцин

H: Гістидин

I: Ізолейцин

K: Лізин

L: Лейцин

M: Метіонін

N: Аспарагін

P: Пролін

Q: Глутамін

R: Аргінін

S: Серин

T: Треонін

V: Валін

W: Триптофан

Кодований геном білок за функціями належить до гідролаз, протеаз, серинових протеаз. 
Задіяний у такому біологічному процесі, як альтернативний сплайсинг. 
Локалізований у клітинній мембрані, мембрані.
Також секретований назовні.